# Замелетёновка
Замелетёновка — село в Любинском районе Омской области России, административный центр Замелетёновского сельского поселения.
Население — 636 чел. (2010).

## Физико-географическая характеристика
Село находится в пределах лесостепной зоны Ишимской равнины, являющейся частью Западно-Сибирской равнины. Речная сеть отсутствует. В окрестностях встречаются осиново-берёзовые колки, в понижениях небольшие болотца. Распространены лугово-чернозёмные солонцеваты и солончаковые почвы. Высота центра — 112 метра над уровнем моря.
По автомобильным дорогам расстояние до областного центра города Омск 75 км, до районного центра рабочего посёлка Любинский — 13 км.
Климат
Климат резко континентальный, со значительными перепадами температур зимой и летом (согласно классификации климатов Кёппена — влажный континентальный климат (Dfb) с тёплым летом и холодной и продолжительной зимой). Многолетняя норма осадков — 398 мм. Наибольшее количество осадков выпадает в июле — 64 мм, наименьшее в феврале и марте — по 14 мм. Среднегодовая температура положительная и составляет + 1,1° С, средняя температура января − 17,7° С, июля + 19,3° С
Часовой пояс
Замелетёновка, как и вся Омская область находится в часовой зоне МСК+3. Смещение применяемого времени относительно UTC составляет +6:00. Истинный полдень — 09:53:48 по местному времени

## История
Основано переселенцами из Волыни, предположительно в начале XX века. До 1917 года село в составе Любинской волости Тюкалинского уезда Тобольской губернии. Община относилась к лютеранскому приходу Омск.
В 1920 году проживало 88 человек, имелось 13 дворов, из них 6 немецких. Поселение входило в состав Астрахановского сельсовета. В 1925 году насчитывалось 143 человека, было 32 хозяйства. В советское время организован колхоз имени Энгельса. В 1962 году построен Дом культуры, в 1967 году оборудован новый технический двор. В 1970 году введено в эксплуатацию новое здание средней школы, рассчитанное на 400 человек. Действовала община пятидесятников. В 1977 году деревня стала центром Замелетеновского сельсовета, до этого входила в состав Масляновского сельсовета.

## Население
| 1920 | 1970 | 1979 | 1989 | 2010 |
| ---- | ---- | ---- | ---- | ---- |
| 88   | ↗709 | ↗748 | ↗950 | ↘636 |

## Инфраструктура
Действуют общеобразовательная средняя школа, детский сад, библиотека, отделение Сбербанка, почта, дом культуры, центр немецкой культуры.